# Voyo
 (транскр.  Војо) је претплатничка услуга видео-стриминга. Налази се у власништву предузећа PPF са седиштем у Прагу. Доступан је у Бугарској, Румунији, Србији, Словачкој, Словенији, Хрватској и Чешкој.